# Shin Koyamada
Shin Koyamada (小山田 真, n. 10 martie 1982, Okayama, Japonia) este un actor de film, producător, filantrop, antreprenor și practicant al artelor marțiale originar din Japonia.

## Biografie
Koyamada a jucat alături de Tom Cruise în filmul de acțiune Ultimul samurai, care a avut încasări la nivel mondial de peste 456 milioane de dolari.
Koyamada, a jucat de asemenea în filmul Wendy Wu: Războinica Miss Boboc, produs de Disney Channel. În Statele Unite, premiera filmului a fost vizionată de peste 5,7 milioane de telespectatori, făcând filmul al cincilea cel mai bine urmărit Film Original Disney Channel, la acea vreme. Filmul a primit, de asemenea, cel mai mare rating în istoria Disney Channel Japonia. Filmul a spart, de asemenea, recordurile din Marea Britanie și din restul Europei, făcând Disney Channel cel mai bine cotat canal de divertisment pentru copii, din Europa.

## Producător de film, filantrop
Koyamada deține Shinca Corporation și conduce o companie de producție americană, Shinca Entertainment. Koyamada lucrează adesea ca voluntar la diferite acțiuni filantropice ale Fundației Koyamada Shin. Koyamada servește ca Ambasador al Bunăvoinței Internațional al Guvernului Okayama, al prefecturii și orașului Kyoto, Japonia, din februarie 2010.
Koyamada s-a mutat din Japonia în Statele Unite în iunie 2000. Koyamada deține mai mari multe centuri negre în artele marțiale. El este bilingv în japoneză și engleză și locuiește în Los Angeles, California.